# Седрік Анже
Седрік Анже́ (фр. Cédric Anger; нар. 1975, Франція) — французький сценарист, кінорежисер.

## Життєпис
Кінематографічну кар'єру Седрік Анже починав у культовому французькому кінематографічному часописі Cahiers du cinéma, куди прийшов на роботу у 18-річному віці. Пізніше Анже писав сценарії для Вернера Шретера, Ксав'є Бовуа та Андре Тешіне. Для останнього він підготував текст до фільму «Чоловік, якого занадто сильно любили», де головну роль зіграв Ґійом Кане.
Дебютною режисерською роботою Седріка Анже став короткометражний фільм «Новела» (2002). У 2007 він поставив свій перший повнометражний фільм «Убивця» за участі акторів Жильбера Мелкі, Мелані Лоран та Грегуара Колена.
У власних режисерських роботах Седрік Анже тяжіє до жанрового глядацького кіно, усі три його стрічки — трилери.
У 2014 році на екрани вийшов трилер Седріка Анже про поліцейського-убивцю «Наступного разу я стрілятиму в серце». Головну роль у фільмі, заснованому на реальних подіях, зіграв Ґійом Кане.

## Фільмографія
Сценарист
| Рік  | Українська назва                     | Оригінальна назва                     | Режисер       | Примітки        |
| ---- | ------------------------------------ | ------------------------------------- | ------------- | --------------- |
| 2000 | Від Матвія                           | Selon Matthieu                        | Ксав'є Бовуа  |                 |
| 2002 | Новела                               | Novela                                | Седрік Анже   | короткометражка |
| 2002 | Двоє                                 | Deux                                  | Вернер Шретер |                 |
| 2005 | Молодий лейтенант                    | Le petit lieutenant                   | Ксав'є Бовуа  |                 |
| 2007 | Убивця                               | Le tueur                              | Седрік Анже   |                 |
| 2010 | Адвокат                              | L'avocat                              | Седрік Анже   |                 |
| 2014 | Чоловік, якого занадто сильно любили | L'homme qu'on aimait trop             | Андре Тешіне  |                 |
| 2014 | Наступного разу я стрілятиму в серце | La prochaine fois je viserai le coeur | Седрік Анже   |                 |
| 2017 | Все розділяє нас                     | Tout nous sépare                      | Тьєррі Кліфа  |                 |

Режисер
| Рік  | Українська назва                     | Оригінальна назва                     | Примітки         |
| ---- | ------------------------------------ | ------------------------------------- | ---------------- |
| 2002 | Новела                               | Novela                                | короткометражний |
| 2007 | Убивця                               | Le tueur                              |                  |
| 2010 | Адвокат                              | L'avocat                              |                  |
| 2014 | Наступного разу я стрілятиму в серце | La prochaine fois je viserai le coeur |                  |

## Визнання
| Рік          | Категорія                      | Фільм                                  | Результат |
| ------------ | ------------------------------ | -------------------------------------- | --------- |
| Премія Сезар |                                |                                        |           |
| 2015         | Найкращий адаптований сценарій | «Наступного разу я стрілятиму в серце» | Номінація |